# Битва над Сасовим Рогом (1612)
Битва на Сасовим Рогом — битва між об'єднаними силами Костянтина Могили та силами Стефана ІХ Томшу, що відбулася 19 липня 1612 року.
В спробі повернути собі молдавський престол Костянтин Могила заручився підтримкою Речі Посполита, намагався перемогти Стефана ІХ Томшу якого підтримувала Османська імперія.

## Сторони
На стороні Констянтина виступили Стефан Потоцький разом з козаками, та Самійло Корецький.
Стефана підтримували турки на чолі з Іскандер-паша та кримські татари.

## Передумови
У 1611 році Османська імперія вирішила усунути Костянтина Могилу з молдавського престолу та призначити замість нього Стефана IX Томшу, який правив у 1611–1615 роках. Наприкінці того ж року, заручившись підтримкою кримських військ, Стефан Томша здобув кілька перемог над армією Костянтина Могили. Костянтин був змушений рятуватися втечею до Хотина, де замок став його резиденцією. Звідти він організовував військові походи проти Стефана Томші. У Хотин також прибували посланці османського султана з вимогою визнати Томшу господарем. У цей період Хотинський замок перетворився на центр політичної боротьби за молдавський престол і став резиденцією родини Могил.

## Перебіг битви
Одну з небагатьох згадок про ту битву можна зустріти в в книзі Жан (можливо, Жак) Баре — «Узагальнена історія найпам'ятніших речей, що відбулися під час останніх заворушень в Молдавії» (1620).
Жан Баре адвокат паризького парламенту, який написав свій твір за мемуарами лотаринського дворянина Шарля де Жоппекура, котрий служив у Речі Посполитій.
Ось як він описує перебіг битви:

Сеньйор Потоцький поділив всю свою кавалерію на три основних частини та поставив на її чолі козаків, котрі є людьми войовничими та звичними до боїв з турками й татарами, бо це їхнє основне заняття…

Після того як два війська привітали одне одного канонадою як з того боку, так і з іншого, Потоцький побачив, що його люди почали хвилюватися під великим обстрілом ворожої артилерії, тому вирішив зкомандувати основним силам козаків атакувати татар, котрі перебували на правому фланзі згаданого півмісяця [у формі півмісяця були побудовані ворожі сили] та дуже просунулися вперед, не маючи звички битися в бойовому порядку, а потім кинулися тікати назад. Тож козаки налетіли на них з такою нестримністю та завзяттям, що за короткий час поклали на землю 700—800 їхніх воїнів і порубали б на шматки й інших, якби основні сили волохів не прийшли тим негайно на допомогу.